# 스탠리 (기업)
스탠리(영어: Stanley)는 윌리엄 스탠리가 1913년에 만든 미국의 식품 및 음료 용기 브랜드이다.

## 역사
1913년 윌리엄 스탠리는 변압기를 사용한 결과, 스탠리 병으로 더 잘 알려진 스탠리 올 스틸 진공 보온병을 만들었고, 이러 과정에서 그는 용접 과정을 통해 유리 대신 강철로 진공병을 절연시킬 수 있다는 사실을 발견했다.
1915년엔 윌리엄 스탠리는 스탠리 병을 대량 생산하기 시작했으며 빈 건물을 인수하여 단열 주전자, 음료 서버 및 탁상용 디캔터 생산을 위한 기계를 개조하고 설치했다.
1916년, 윌리엄 스탠리는 57세의 나이로 사망했다. 그의 사망 후 뉴욕의 한 투자 회사가 사업장을 인수하였고 기계 엔지니어인 해리 배저(Harry Badger)를 총괄 관리자로 고용하여 제품 라인을 확장하고 새로운 제품을 지속적으로 발명 및 개발했다.
2차 세계대전 당시 조종사들이 스탠리 병을 사용하기도 했다.
2002년엔 시애틀에 본사를 둔 PMI Worldwide에 인수되었다.
2016년, 스탠리는 1,200mL의 퀜처(Quencher)병을 선보였으나 초기 판매량은 높지 않았고, 결국 2019년에 재입고 및 마케팅을 중단했다. 그 후, 바이 가이드(Buy Guide)라는 유타주의 여성 블로거와 협력하여 5,000개 이상의 퀜처병을 판매하게 되었으며 점점 더 다양한 색상으로 생산을 재개했다. 퀜처병은 스탠리의 연간 매출이 2019년 7천만 달러에서 2023년 7억 5천만 달러로 증가하게 만든 주요 품목이었다. 퀜처병의 인플루언서 마케팅이 성공적으로 이루어지자 스탠리는 주로 여성을 대상으로 하는 마케팅을 하기 시작했다.

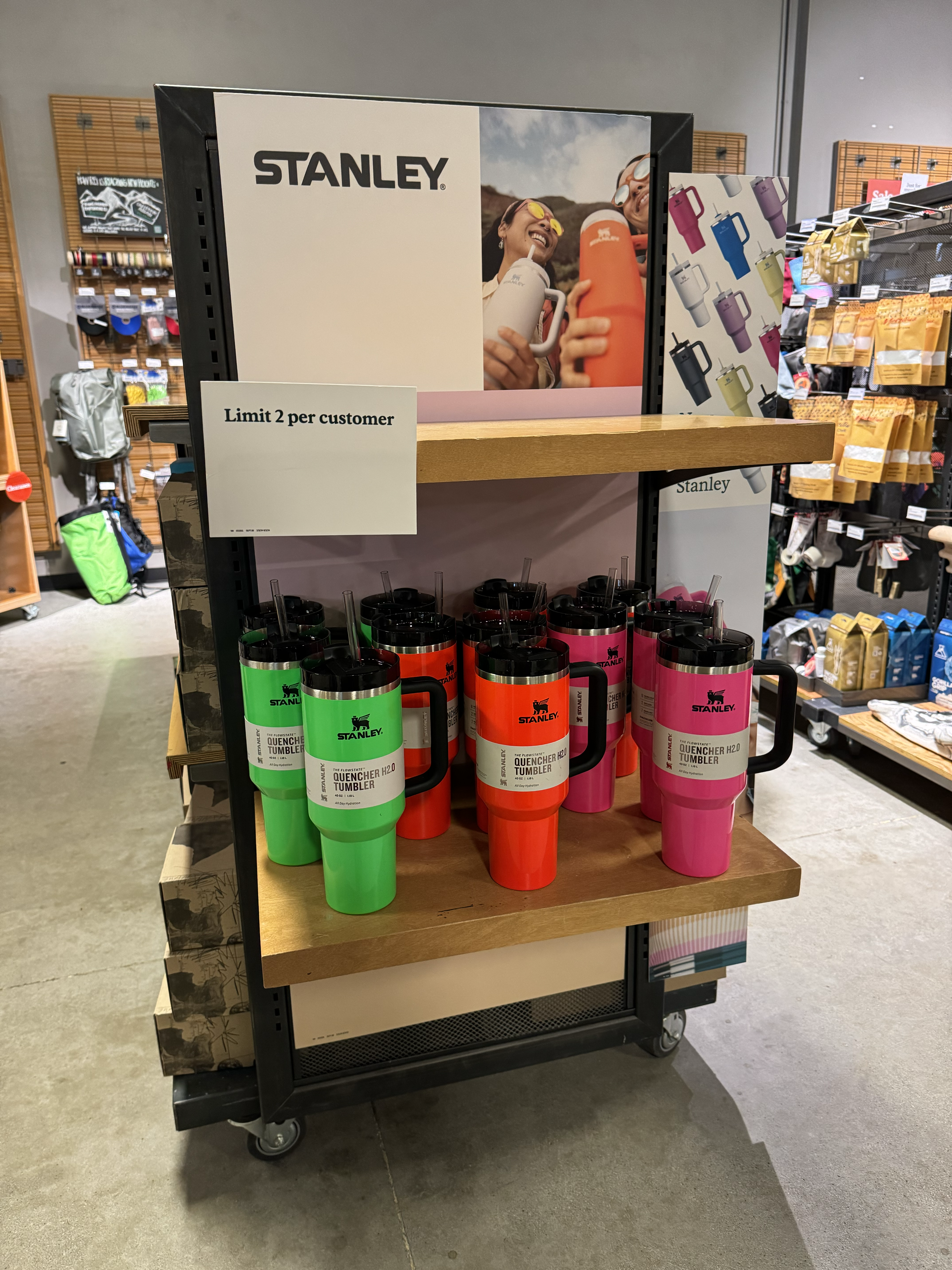
매장에 진열된 다양한 색상의 스탠리 퀜처 H2.0 텀블러

2020년, 스탠리는 크록스의 최고 마케팅 책임자였던 테런스 레일리(Terence Reilly)를 사장으로 고용했으며 이후 회사의 매출은 2020년에서 2021년 사이에 275%나 증가했다.